# Jean Malléjac
Jean Malléjac (Dirinon, 19 de juliol de 1929 - Landerneau, 24 de setembre de 2000) va ser un ciclista francès que fou professional entre 1950 i 1958. El seu principal èxit fou un segon lloc al Tour de França de 1953, per darrere Louison Bobet.
Durant el Tour de França de 1955 es va veure obligat a abandonar durant l'ascensió al Ventor per culpa de l'abús d'amfetamines. Aquest incident va portar a l'exclusió del seu entrenador, sent el primer cas d'exclusió per dopatge al Tour de França.

## Palmarès
- 1950
  - 1r del Premi de Callac
- 1953
  - Vencedor d'una etapa al Tour de França

### Resultats al Tour de França
- 1952. 33è de la classificació general
- 1953. 2n de la classificació general. Vencedor d'una etapa. Porta el mallot groc durant 5 etapes
- 1954. 5è de la classificació general
- 1955. Abandona (11a etapa)
- 1956. 34è de la classificació general
- 1958. Abandona (15a etapa)